# زنان الجزایر
زنان الجزایر (به فرانسوی: Les Femmes d'Alger) مجموعه‌ای از ۱۵ نقاشی و تعداد زیادی طراحی از هنرمند اسپانیایی، پابلو پیکاسو است که با الهام از تابلو زنان الجزایری اثر سال ۱۸۳۴ اوژن دلاکروا نقاشی شده‌اند.
یکی از تابلوهای این مجموعه که در سال ۱۹۵۵ نقاشی شده در سال ۲۰۱۵ در حراج کریستی نیویورک به قیمت ۱۷۹ میلیون دلار به فروش رسید و رکورد گرانترین تابلوی نقاشی دنیا را از آن خود کرد. پیش از فروش «زنان الجزایر»، تابلوی «سه مطالعه بر پیکره‌های پای صلیب» اثر فرانسیس بیکن رکورددار گران‌ترین تابلوی به فروش رسیده بود که در سال ۲۰۱۳ در حراج کریستی با بهای ۱۴۲ میلیون دلار به فروش رسیده بود.
این دو تابلو ابتدا در مالکیت ویکتور و سالی گنز، زن و شوهری مجموعه‌دار در آمریکا بود. این دو سال ۱۹۵۶ همه ۱۵ نسخه از تابلوی «زنان الجزایر» را به بهای ۲۱۲ هزار دلار خریدند و با گذشت زمان رفته رفته آنها را دوباره فروختند. تابلویی که در حراج کریستی با بهای بیش از ۱۷۹ میلیون دلار به فروش رسیده است در سال ۱۹۹۷ در حراجی دیگری به قیمت ۳۲ میلیون دلار فروخته شده بود.